# شوقي عماري
شوقي عماري (مواليد 1964 في مدينة الجزائر)، هو صحفي جزائري، ورسام كاريكاتير، وكاتب وممثل. نشر مقالاته ورسومه الكاريكاتورية في لا تريبيون ، ثم في قسم بوينت زيرو في صحيفة الوطن اليومية.

## سيرة شخصية
ولد شوقي عماري عام 1964 في الجزائر العاصمة حيث نشأ. تلقى التدريب كجيولوجي لكنه تحول إلى مهنة الصحفي. بالإضافة إلى كونه كاتب عمود وصحفي المراسل، وهو أيضا رسام الكاريكاتير ومصور .
في 3 يوليو 1996، في خضم الحرب الأهلية الجزائرية، تم سجنه في سجن سركاجي بسبب الكاريكاتير " مسيئة للشارة الوطنية »نشر في لا تريبيون. في هذا الرسم، "يعامل العلم الجزائري بالكتان القذر" ؛ بالنسبة له "هل من قال أنه قذر هو الذي لوثه ؟؟؟ لا ، في يوم من الأيام سيتعين على كل واحد أن يحاكم كل من في السلطة أو في المعارضة ، الذين ساعدوا في تشويهها ". حُكم عليه بالسجن ثلاث سنوات مع وقف التنفيذ. في العام التالي ، انتقل إلى فرنسا.
بعد عمود يونيو 2006 ، حُكم عليه (بعد الاستئناف والنقض)، بالاشتراك مع عمر بلحوشت ، رئيس تحرير صحيفة الوطن ، بالسجن لمدة شهرين وغرامة قدرها 100 ألف دينار بتهمة التشهير.
في عام 2012، انتقد شوقي العماري، في عمود رأي بعنوان "عمار بلاني المنكر"، المتحدث باسم وزارة الخارجية عمار بلاني ووصفه بأنه "منكر محترف" في عدة مواضيع من بينها الحالة الصحية للرئيس عبد العزيز بوتفليقة.

## مؤلفات
نشر شوقي عماري ثلاث روايات وقصة ومجموعة من القصص القصيرة.
غالبًا ما يتم نشر هذه الكتابات في طبعات شهاب وبرزخ :
- أخبار سارة من الجزائر [10] (مجموعة أخبار) في 1998 ، نشرتها البلين .
- عيوب لونز (نصوص ، وقصص وقصص قصيرة) في عام 2005 ، نشرها شهاب.
- بعد الغد (رواية) عام 2006 ، نشرته شهاب.
- صانع الثقب (رواية) عام 2007 ، نشره برزخ.
- الوطني 1 (قصة) في عام 2008 ، طبعات شهاب ، التي أدت إلى فيلم وثائقي يحمل نفس الاسم ، من قبل هنري جاك بورجياس ، والذي شارك فيه.[11]
- في ثلاث درجات إلى الشرق (مجموعة من القصص القصيرة) في عام 2008 ، طبعات شهاب.
- الحمار الميت (رواية) عام 2014 ، نشرها برزخ [12] وحصل على جائزة ADELF لأفريقيا المتوسطية / المغرب العربي 2015.[13][14]

## فيلموغرافيا
- 2013 : أيام قبل كريم الموسوي : والد يمينة
- 2015 : فاطمة بقلم فيليب فوكون : زوج فاطمة السابق
- 2017 : في انتظار ابتلاع كريم الموسوي : والد عائشة

## جوائز
- حصل المؤلف على جائزة ADELF 2015 التي تعترف بالكتاب الناطقين بالفرنسية.[15]